# القلعه الکبری
القلعه الکبری (به عربی: القلعة الکبیرة) شهری در استان سوسه کشور تونس است که جمعیت آن در سرشماری سال ۲۰۰۴ میلادی ۴۵٫۹۹۰ نفر بوده‌است.